# الحلقة المفقودة (تطور البشر)

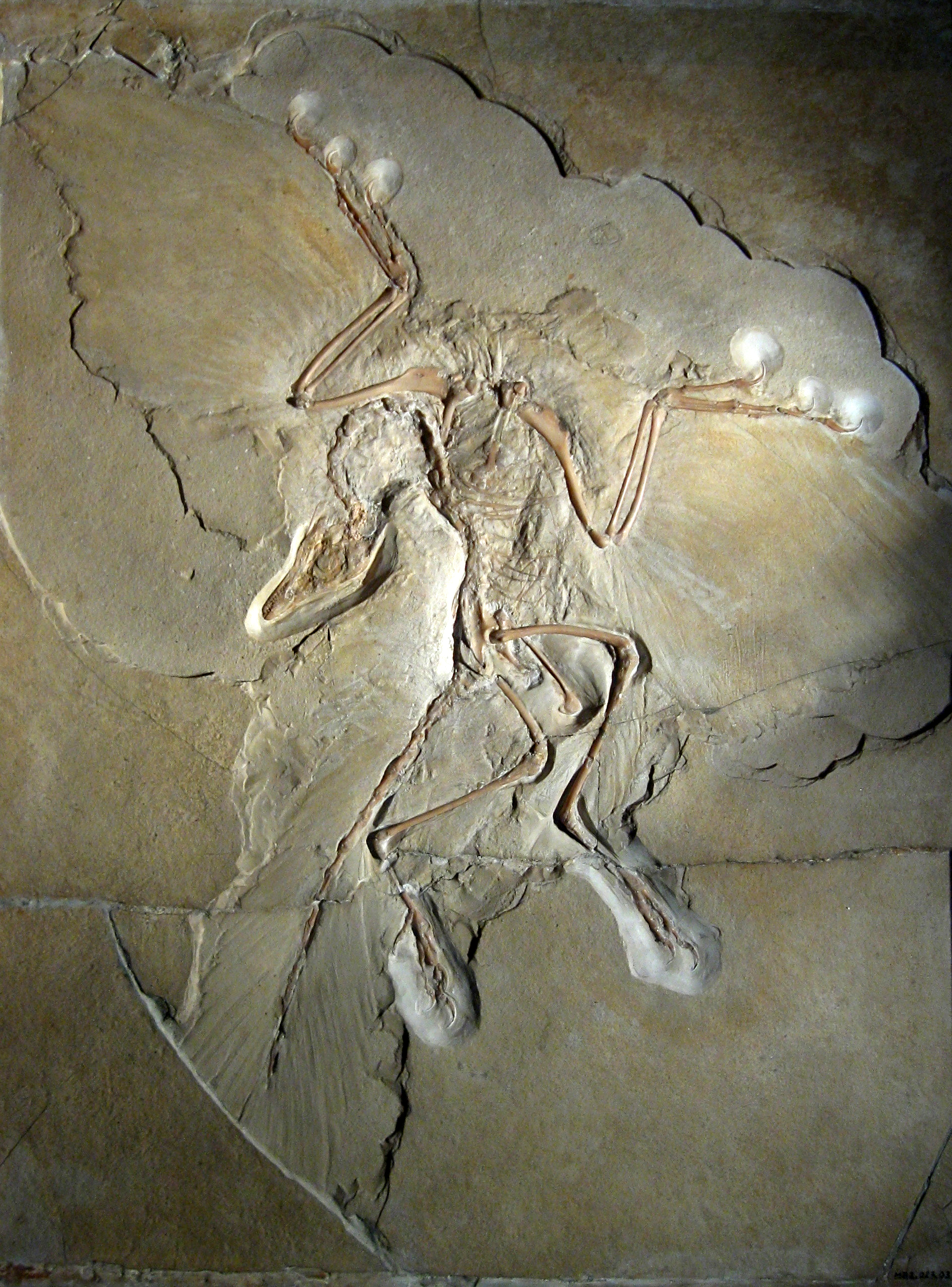
الأركيوبتركس، الحلقة المفقودة بين الديناصورات والطيور.

«الحلقة المفقودة» هو مصطلح غير علمي يشير للحفريات الانتقالية. غالبًا ما يُستخدم في العلم الشعبي وفي وسائل الإعلام للإشارة إلى أي شكل انتقالي جديد. نشأ المصطلح لوصف الشكل الوسيط الافتراضي في السلسلة التطورية لأسلاف أشباه البشر وصولًا إلى الإنسان الحديث تشريحيًا (الأنسنة). تأثر المصطلح بالنظرية التطورية ما قبل الداروينية، وسلسلة الوجود العظمى، والمفهوم القديم الخاطئ (استقامة التطور) الذي ينص على أن الكائنات الحية البسيطة أكثر بدائية من الكائنات الحية المعقدة.
لا يستخدم علماء الأحياء مصطلح «الحلقة المفقودة» لأنه يشير إلى أن العملية التطورية هي ظاهرة خطية وأن أشكال الكائنات الحية تنشأ على التوالي في سلسلة. بدلًا من ذلك، يُفضل العلماء استخدام مصطلح «أحدث سلف مشترك» لأنه لا يشير إلى حدوث تطور خطي، إذ إن التطور هو عملية متفرعة.
بالإضافة إلى إشارته إلى حدوث تطور خطي، يشير مصطلح الحلقة المفقودة إلى أن هناك أحفورة مفقودة لم يُعثر عليها بعد. كثيرًا ما يُشار على العديد من الاكتشافات الشهيرة في التطور البشري بأنها «حلقات مفقودة». مثلًا، هناك أحفورة رجل بكين ورجل جاوة، على الرغم من حقيقة أن هذه الحفريات مفقودة. بالإضافة إلى ذلك، يُطلق المصطلح على الأشكال الانتقالية التي لم تُكتشف؛ ومع ذلك، لا يوجد حلقة مفقودة واحدة. يمكن أن تُعزى ندرة الحفريات الانتقالية إلى عدم اكتمال السجل الأحفوري.

## الأصول التاريخية
تأثر مصطلح «الحلقة المفقودة» بمفكري عصر التنوير في القرن الثامن عشر مثل ألكسندر بوب وجان جاك روسو الذين اعتقدوا أن البشر هم حلقات في سلسلة الوجود العظمى. سلسلة الوجود العظمى هي بنية هرمية للمادة والحياة. نتيجة تأثرها بنظرية أرسطو عن الحيوانات العليا والدنيا، نشأت سلسلة الوجود العظمى خلال فترة العصور الوسطى في أوروبا وتأثرت بشدة بالفكر الديني. وُضع الرب على رأس السلسلة يليه الإنسان ثم الحيوانات. خلال القرن الثامن عشر، بدأ العلماء بالشك في الطبيعة المحددة للأنواع ومكانها الثابت في السلسلة الكبيرة. لطالما سمحت الطبيعة المزدوجة للسلسلة، المنقسمة والموحدة في الوقت نفسه، برؤية النشوء على أنه وحدة مستمرة بشكل أساسي، مع إمكانية حدوث تداخل بين الحلقات. رأى المفكرون الراديكاليون مثل جان بابتيست لامارك أن هناك تقدم في أشكال الحياة من الكائنات البسيطة التي تسعى جاهدة نحو التعقيد والكمال، وهو مفهوم تقبله علماء الحيوان مثل هنري دي بلانفيل. وضعت فكرة ترتيب الكائنات الحية، حتى لو كان الترتيب ثابتًا، الأساس لفكرة تطفر الأنواع، مثل نظرية التطور لتشارلز داروين.
كان أول منشور استخدم مصطلح «الحلقة المفقودة» هو كتاب آثار التاريخ الطبيعي للخلق لروبرت تشامبرز عام 1844، الذي استخدم المصطلح في السياق التطوري للإشارة إلى فجوات السجل الأحفوري. استخدم تشارلز ليل المصطلح مجازًا بعد سنوات قليلة عام 1851 في الطبعة الثالثة لكتاب عناصر الجيولوجيا للإشارة إلى الفجوات المفقودة في استمرارية المقياس الزمني الجيولوجي. كانت أول مرة يُستخدم فيها المصطلح كوصف للأنواع الانتقالية بين الأصناف المختلفة هي في كتاب ليل المُسمى الأدلة الجيولوجية في العصور القديمة للإنسان. أصبح مصطلح «الحلقة المفقودة» فيما بعد اسمًا للحفريات الانتقالية، لا سيما تلك التي اعتُبرت الجسر الواصل بين الإنسان والحيوان. بعد ذلك، استخدمه تشارلز داروين وتوماس هنري هكسلي وإرنست هيكيل في أعمالهم بنفس هذا المعنى.